# Melouromyia natalensis
Melouromyia natalensis là một loài ruồi trong họ Asilidae. Melouromyia natalensis được Ricardo miêu tả năm 1919.